# Ranunculus sericeus
Ranunculus sericeus är en ranunkelväxtart som beskrevs av Joseph Banks och Sol.. Ranunculus sericeus ingår i släktet ranunkler, och familjen ranunkelväxter. Utöver nominatformen finns också underarten R. s. chrysanthus.